# Police, Šumperk
Police là một làng thuộc huyện Šumperk, vùng Olomoucký, Cộng hòa Séc.